# Гіппобот
Гіппобот (дав.-гр. Ἱππόβοτος) — давньогрецький письменник, логограф III — II століття до н. е. Його твори часто цитував Діоген Лаертський.
Він писав про різноманітні філософські школи (грец. Περὶ Αἱρέσεων) та склав перелік філософів (дав.-гр. Τῶν Φιλοσόφων Ἀναγραφή). До Семи мудреців відніс Епіхарма, Піфагора, Кратета Фіванського, Менедема. Також його роботи містять перелік учнів Зенона та Тімона Фліунтського. За Діогеном Лаертським, Гіппобот принципово відмовився писати про школи кініків, елеатів і діалектичні школи.